# Arnaud Guillon
Pour les articles homonymes, voir Guillon (homonymie).
Œuvres principales
Écume Palace
Arnaud Guillon, né en 1964 à Caen, est un écrivain français.

## Œuvres
- 1993 : Tous comptes faits, entretiens avec Pierre Moinot, éditions Quai Voltaire,  (ISBN 9782876531611)
- 1994 : Mauvais Genre, entretiens avec François Nourissier réalisés par Frédéric Badré et Arnaud Guillon, éditions Quai Voltaire,  (ISBN 978-2876531901)
- 1998 : Daisy printemps 69, éditions Plon,  (ISBN 9782259187282)
- 2000 : Écume Palace, éditions Arléa, coll. « 1er Mille »,  (ISBN 2869594925) – Prix Roger-Nimier
- 2002 : 15 août, éditions Arléa, coll. « 1er Mille »,  (ISBN 978-2869595637)
- 2005 : Près du corps, éditions Plon,  (ISBN 978-2259201087)
- 2006 : Hit-parade, éditions Plon,  (ISBN 978-2259203081)
- 2015 : Tableau de chasse, éditions Héloïse d'Ormesson, 2015  (ISBN 978-2-35087-296-4) ; rééd. Le Livre de poche, 2016,  (ISBN 9782253098508)[2] – Prix Henri de Régnier
- 2017: En amoureux, éditions Héloïse d'Ormesson, 2017  (ISBN 9782350873732) ; rééd. Le Livre de poche, 2018,  (ISBN 978-2-253-90662-9)